# Cataglyphis pallidus
Cataglyphis pallidus är en myrart som beskrevs av Mayr 1877. Cataglyphis pallidus ingår i släktet Cataglyphis och familjen myror. Inga underarter finns listade.